# Babe Paley
Bárbara "Babe" Cushing Mortimer Paley (Boston, Massachusetts, 5 de juliol de 1915 – Manhattan, Nova York, 6 de juliol de 1978) fou una socialité nord-americana, considerada una icona de la moda del segle xx.
Babe Paley era filla del Dr. Harvey Cushing i la seva esposa Katharine Stone Crowell Cushing. Harvey Cushing fou un neurocirurgià, professor de cirurgia a les universitats de Johns Hopkins, Yale i Harvard.
Mentre estudiava a l'Escola Westover a Middlebury, Connecticut, Babe Paley va ser presentada com una debutant en la societat, amb la presència dels fills del president Franklin D. Roosevelt. El seu debut va cridar molt l'atenció durant la Gran Depressió, ia més va marcar el començament de la seva carrera com socialité. El 1934, es va graduar de l'Escola Winsor a Boston.
El 1938, Babe Paley va començar a treballar com a editora de moda per a la revista Vogue, a Nova York. La seva ocupació en Vogue li va donar accés a la roba de dissenyador, i això al seu torn li va atorgar un perfil alt i una imatge glamurosa en la societat. El 1941, la revista Time la va triar com la segona dona més ben vestida del món. Després d'això, també va ser nomenada en la llista de les dones més ben vestides el 1945 i 1946.
Després del seu segon matrimoni el 1947, Babe Paley va renunciar a la seva ocupació a la revista Vogue.
El 1958, Babe Paley va ser inclosa a la International Best Dressed List (Llista internacional de les Millor Vestides).